# Институт экономических проблем
Институт экономических проблем (полное именование — Институт экономических проблем им. Г.П. Лузина Федерального исследовательского центра «Кольский научный центр Российской академии наук») — научный институт РАН. Расположен в Апатитах (Мурманская область).

## История
Создан решением Совета Министров СССР от 24 декабря 1986 года на базе Отдела экономических исследований Кольского филиала АН СССР. До того являлся подразделениями Геологического института КНЦ РАН и ИХТРЭМС КНЦ РАН (Институт химии и технологии редких элементов и минерального сырья).
В настоящее время Институт является обособленным подразделением Федерального государственного бюджетного учреждения науки Федерального исследовательского центра «Кольский научный центр Российской академии наук». Институт включен в состав ФИЦ КНЦ РАН на основании приказа ФАНО России от 26 июля 2017 года № 465.  В институте в настоящее время работают 72 сотрудника, в том числе 6 д. н. и 34 к. н.

## Отделы Института
- Отдел экономической политики и хозяйственной деятельности в Арктике и районах Крайнего Севера
- Отдел промышленной и инновационной политики
- Отдел формирования финансовой политики северных регионов
- Отдел регионального и муниципального управления на Севере РФ
- Отдел экономики морской деятельности в Арктике
- Отдел социальной политики на Севере
- Отдел экономики природопользования на европейском Севере

## Директора
- Г. П. Лузин (1986—2000)
- В. С. Селин (2001—2005)
- Ф. Д. Ларичкин (2006-2015)
- Т.П.Скуфьина (врио директора с декабря 2015 по март 2018)
- С.В. Федосеев (с 2018)